# Cantón de Tibás
Cantón de Tibás är en kanton i Costa Rica.   Den ligger i provinsen San José, i den centrala delen av landet. Huvudstaden San José ligger i Cantón de Tibás.